# Aglaia elliptica
Aglaia elliptica är en tvåhjärtbladig växtart. Aglaia elliptica ingår i släktet Aglaia och familjen Meliaceae.

## Underarter
Arten delas in i följande underarter:
- A. e. clementis
- A. e. elliptica